# 크렘 파티시에르
크렘 파티시에르(프랑스어: crème pâtissière) 또는 페이스트리 크림(영어: pastry cream)은 프랑스 요리에 쓰이는 커스터드이다. 묽은 크렘 앙글레즈보다 점성이 있고 되며, 밀푀유, 슈 아라크렘, 에클레르, 파리브레스트 등 여러 가지 후식에 소로 들어간다. 슈크림(chou+cream)으로도 불린다.

## 같이 보기
- 크렘 앙글레즈